# 스즈키 아키라 (화학자)
스즈키 아키라(일본어: 鈴木 章, 1930년 9월 12일 ~ )는 일본의 화학자이다.
1979년에 방향족 화합물의 합성법으로서 자주 이용되는 반응의 하나인 ‘스즈키-미야우라 반응’을 발표, 금속의 팔라듐을 촉매로서 탄소끼리를 효율적으로 연결하는 획기적인 합성법을 개발한 공로를 인정받아 2010년에 리처드 F. 헥, 네기시 에이이치와 함께 노벨 화학상을 수상했다. 홋카이도 이부리 종합진흥국 관내 무카와촌(현: 무카와정) 출신이며 무카와정 특별명예정민, 홋카이도 대학 명예교수, 구라시키 예술과학대학 특별영예교수, 일본 학사원 회원이다.

## 인물
1930년 홋카이도 무카와촌(현재의 무카와정)에서 태어났다. 아버지의 갑작스런 사망으로 인해 가업인 이발소가 문을 닫게 되자 어머니가 의류 장사를 해서 학비를 마련했고 자신도 일하면서 대학을 졸업한 고학력을 가진 학생이었다.
무카와 국민학교(현: 무카와추오 초등학교)에서 구제 중학교에 진학했고 도마코마이 고등학교(현: 홋카이도 도마코마이 히가시 고등학교), 홋카이도 대학 이학부 화학과를 졸업했다. 1959년 홋카이도 대학 대학원 이학연구과 화학전공 박사과정 수료 후 홋카이도 대학 이학부 조수로 부임했고 1960년에는 《하이드로페넌트렌 유도체의 합성》이라는 논문으로 이학박사 학위를 취득했다. 1961년에는 홋카이도 대학 공학부 합성화학공학과의 조교수가 됐고 1973년부터 동 대학 공학부 응용화학과의 교수가 됐다.
홋카이도 대학 이학부에서 2년 반, 공학부에서 32년 반 동안 근무했고 도중이던 1963년부터 1965년까지 3년 간(실질적으로는 2년 미만) 미국 인디애나주에 있는 퍼듀 대학교의 허버트 C. 브라운(1979년 노벨 화학상 수상)의 지도하에서 유기붕소화합물을 연구했다. 이 때 당시 조수였던 미야우라 노리오(현: 홋카이도 대학 특임교수)와 커플링 반응 연구를 진행했고 1979년에는 ‘스즈키·미야우라 반응’을 발견하였다. 1988년 5월에는 영국 웨일스 대학교의 초빙교수로 부임했고 1994년 3월에 홋카이도 대학을 정년 퇴임했다. 같은 해 4월에는 동 대학의 명예교수가 됐고 동시에 오카야마 이과대학 교수, 1995년 4월부터는 구라시키 예술과학대학 교수를 맡았지만 2002년에 퇴직했다. 그 이전에 2001년에는 퍼듀 대학교의 초빙교수를 맡았고 퇴직 후 2002년 9월에는 타이완 중앙연구원과 국립 타이완 대학의 초빙교수를 맡고 있다. 2009년에는 영국 화학회 특별 회원으로 발탁됐다.
2004년 3월 12일에 ‘팔라듐 촉매를 활용하는 새로운 유기 합성 반응의 연구’에 관한 공헌을 인정받아 일본 학사원상을 수상했다.
2010년 10월 6일 스웨덴 왕립 과학원에서 노벨 화학상 수상자가 발표됐는데 스즈키 본인에게는 6일 오후 6시 25분 경에 자택에서 노벨 재단으로부터 네기시 에이이치 퍼듀 대학교 특별교수, 리처드 F. 헥 미국 델라웨어 대학교 명예교수와 함께 공동 수상자로 선정됐다는 전화로 받았다. 이 노벨상 수상의 공적에 의해 헤이세이 22년도(2010년) 문화공로자로 선정됨과 동시에 문화훈장을 받았다.
그리고 노벨상 수상 후에 네기시 에이이치와 함께 홋카이도 대학 촉매화학연구센터의 특별초빙교수로 취임했다. 이듬해 2011년 12월 12일에 일본 학사원 회원으로 발탁됐다.

## 연구

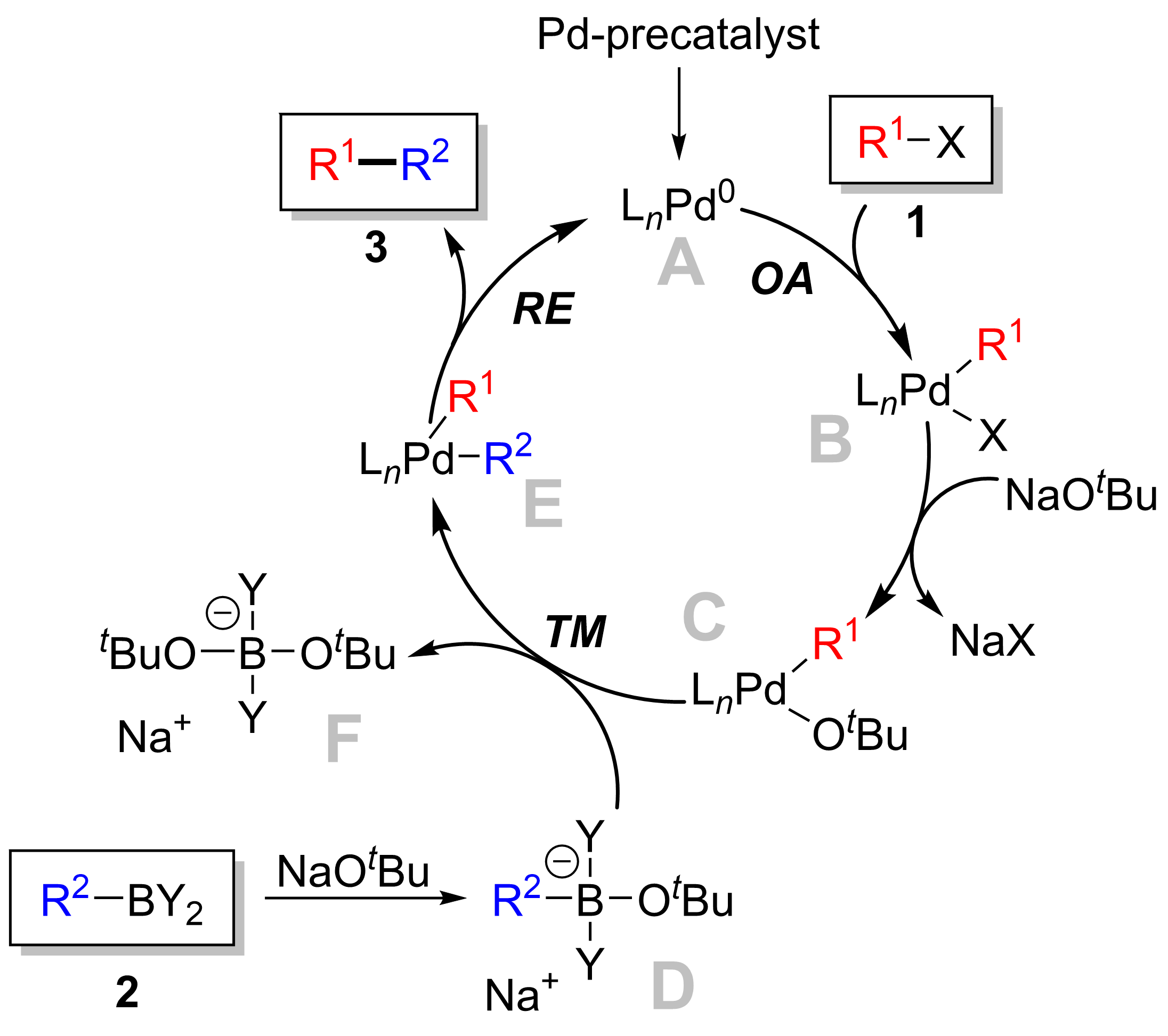
스즈키-미야우라 반응의 촉매 사이클

팔라듐 촉매를 이용해 유기 할로겐화합물과 유기붕소화합물을 연결시키는 ‘스즈키-미야우라 반응’을 발견했다. 아릴기와 바이닐기를 동반한 유기 보론산은 물이나 공기에는 안정하고 취급도 용이해서 사용시 요구되는 조건도 비교적 온화하기 때문에 몇 개의 크로스 커플링 기술 중에서도 쉽게 쓰이는 것으로 여겨진다.
이 기술은 ARB(AngiotensinII Receptor Blocker, 안지오텐신 II 수용체 길항약)라는 타입의 고혈압제나 항암제 등의 의약품, 살균제 등의 농약, 그리고 텔레비전·휴대 전화·개인용 컴퓨터 화면의 액정 제조, 유기 발광 다이오드 등 유기 전도성 재료의 개발·제조에 활용되는 등 유기합성화학이나 재료공학 등 광범위한 분야에서 큰 영향을 줬다. 크로스 커플링은 여러 가지 물질을 만들어 그 기능을 실험하는 것에 빠질 수 없는 거라서 신약이나 신재료의 개발을 지탱해주는 역할을 하고 있다.
스즈키는 이 커플링 기술의 특허를 취득하지 않았다. 그러나 이것에 의해서 커플링 기술이 보급하게 됐고 이 기술을 응용한 제품이 다수 실용화됐다. 스즈키-미야우라 커플링 반응과 관련된 논문이나 특허는 6,000건이 넘는다고 한다. 이에 대해 스즈키는 다음과 같이 말했다.

특허를 갖는다는 건 억척스러운 녀석이라는 말을 듣는 시대였다. 게다가 자기 돈도 아니고, 나라에서 받은 돈으로 연구한 것이었으니까. 특허를 받지 않고 공개했기 때문에 이만큼 수많은 분야에서 사용해 주었다고 생각한다.
 — 스즈키 아키라, 《아사히 신문》 2010년 10월 7일
또한 다음과 같은 발언을 했다.

나의 태만이었다. 그 때는 대학에서 특허를 받는 일은 없었다.
 — 스즈키 아키라, 《도쿄 신문》 2010년 10월 18일(월요일), 〈과학〉 19면

## 발언

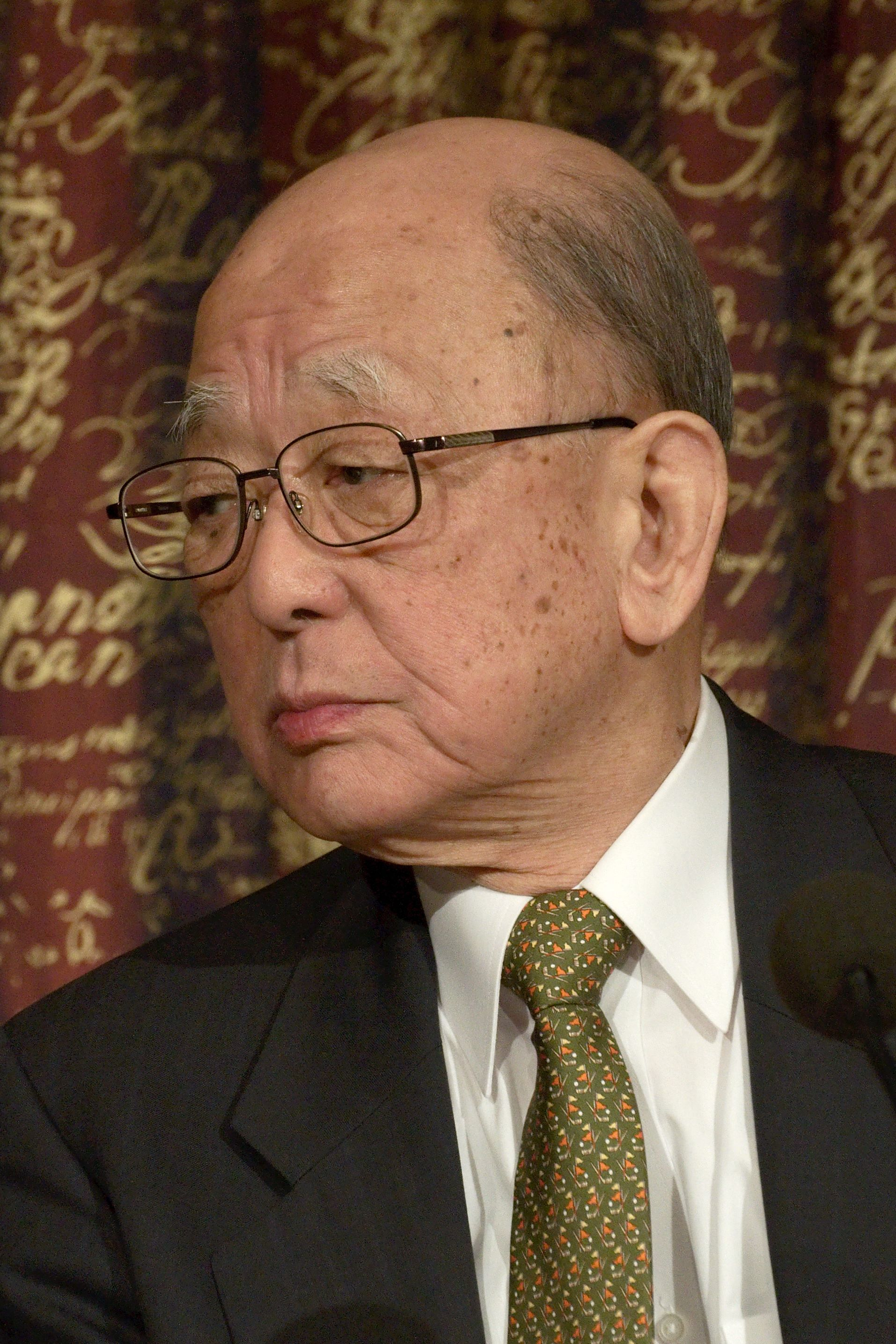
스웨덴 왕립 과학원에서(2010년)

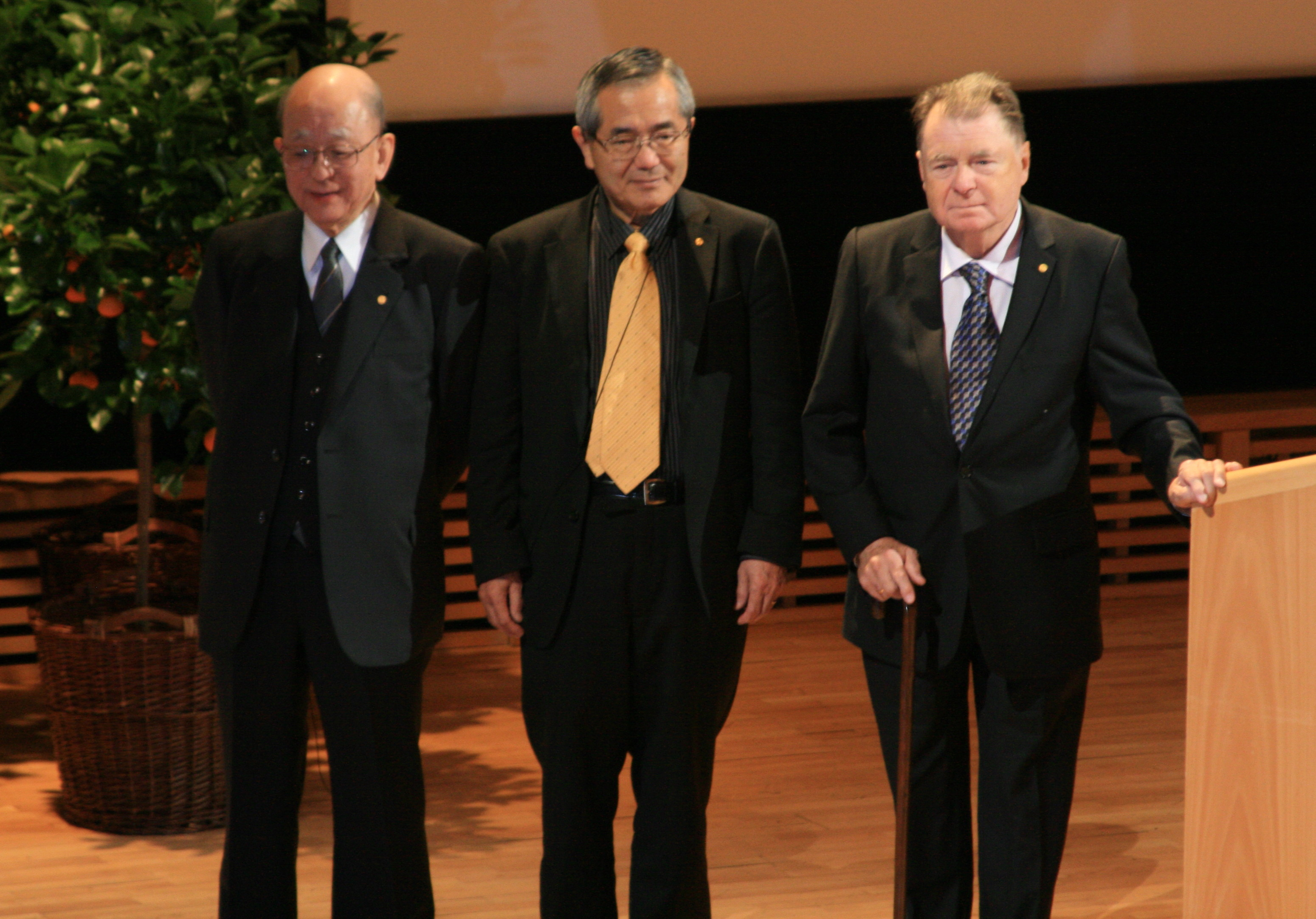
왼쪽부터 스즈키 아키라, 네기시 에이이치, 리처드 F. 헥(2010년)

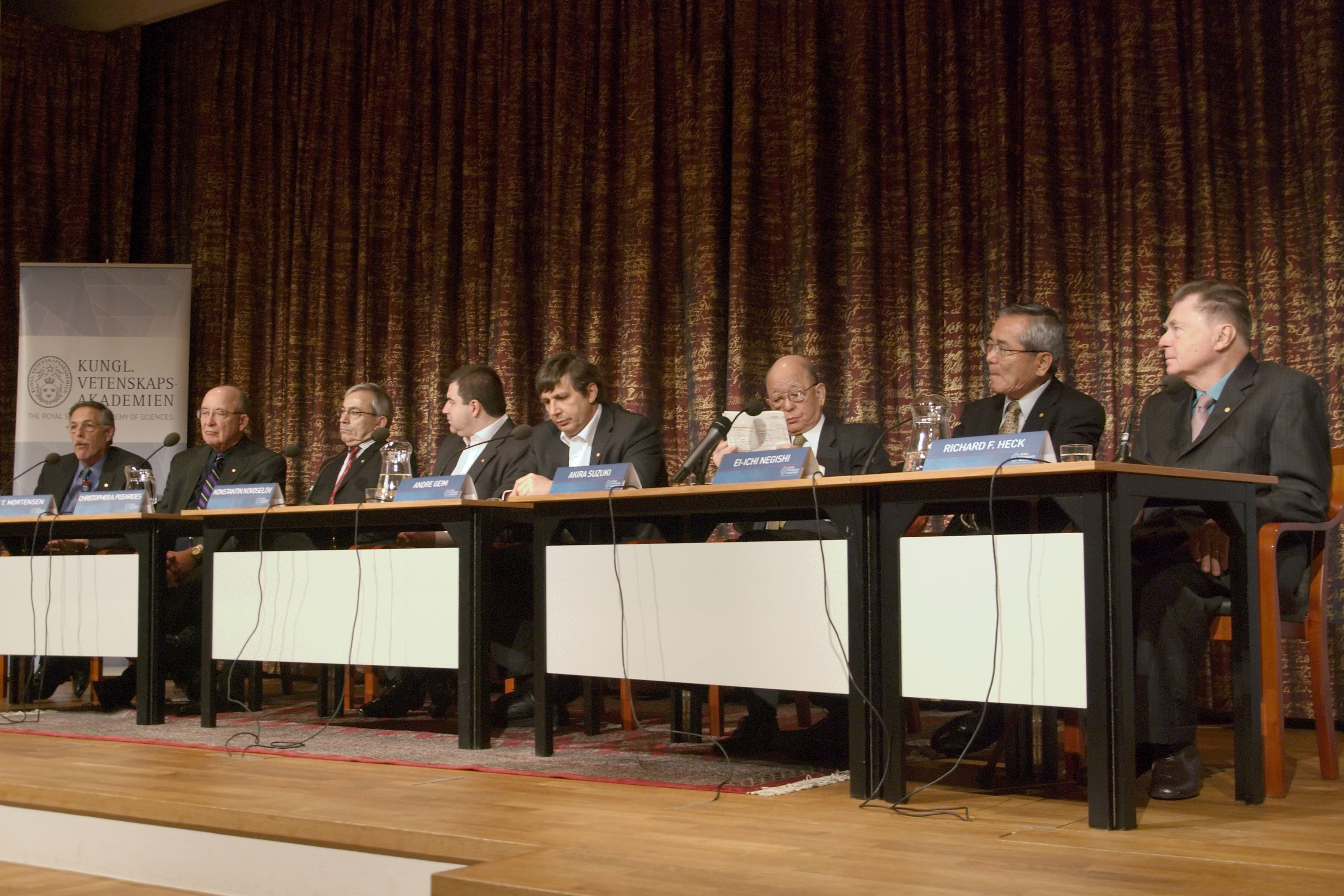
노벨상 수상자들의 기자회견 모습. 왼쪽부터 피터 다이아몬드, 데일 모텐슨, 크리스토퍼 피사리데스, 콘스탄틴 노보셀로프, 안드레 가임, 스즈키 아키라, 네기시 에이이치, 리처드 F. 헥(2010년, 스웨덴 왕립 과학원)

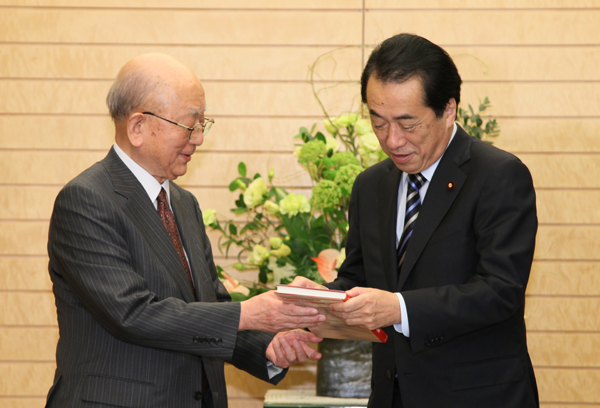
총리대신 관저에서 내각총리대신 간 나오토를 예방했을 당시의 모습(2010년)

스즈키는 ‘연구비를 위해서 신념을 굽히지 않는다’, ‘일을 성공시키기 위해서는 진지하게 연구에 임하고, 결과를 파악하여 열심히 계속한다. 그렇게 하지 않으면 행운이 오지 않는다’라는 신조를 갖고 있다. 노벨상 수상 이후 각 언론으로부터 주목을 받고 있는데 수상자로 선정될 당시 자택 현관 앞에 몰려든 기자들에게 처음 한 말은 ‘믿을 수 없다’라고 말했다.
2010년 10월 6일, 홋카이도 대학에서 가진 기자회견에서 다음과 같이 말했다.

이공계를 목표로 하는 일본의 젊은이가 줄어들고 있는 현실이 매우 개탄스럽다. 자원이 아무것도 없는 나라는 사람과 그 사람의 노력으로 얻은 지식 밖에 없다. 앞으로 몇 살까지 살진 모르지만 젊은이들에게 도움이 되는 일을 하고 싶다.
 — 스즈키 아키라
같은 날에 방송된 TV 아사히 계열의 보도 전문 프로그램 《보도 스테이션》에서는 홋카이도 대학으로부터 생중계로 출연했지만 프로그램 내에서 후루타치 이치로가 틀린 벤젠고리의 그림을 보여주며 ‘이것이 맞습니까?’라고 말했더니 ‘양쪽 모두 틀립니다’라고 지적했고 그 후에 나온 정확한 그림을 보고 ‘맞습니다’라고 답변했다. 그러나 후루타치가 다시 서투룸을 보이자, 스즈키는 이에 대해 “그렇게 만들게 되면 노벨상을 받을 수 있다”라고 빈정거리는 발언을 했다. 이 일에 대해서는 일련의 후루타치의 대응을 보고 스즈키가 조바심을 냈다고 이해돼 인터넷의 게시판에서도 화제가 됐다.
같은 해 10월 8일, 산케이 신문의 취재에 대해 2009년 11월 이후에 이뤄진 ‘사업 구분’에 있어서 내각부 특명담당대신 무라타 렌호(행정 쇄신 담당)에 의한 이른바 ‘2위면 안됩니다 발언’에 대해 “과학이나 기술을 전혀 모르는 사람의 발언이다”, “연구는 1번이 아니면 안 된다. ‘2위라면 어떨까’라고 말하는 것은 바보같은 질문이다. 이런 것을 운운하는 사람은 과학과 기술을 전혀 모르는 사람이다”라고 민주당 정권에 의한 사업 구분을 맹렬하게 비판했다.
2010년 12월 8일 스톡홀름 대학교에서 열린 노벨상 수상 기념 강연에서는 자신의 연구 성과에 대해서 해설한 후 혈압 강하제 등에 사용되는 ‘스즈키 반응’이 특허를 취득하지 않은 사실을 말하며 “여러분, 안심하고 사용해달라”고 말해 강연회장을 웃음바다로 만들었다.

## 에피소드
- 어릴 적부터 독서를 매우 좋아해서 본가가 이발소였기 때문에 출입하는 손님 소리에 신경이 쓰이면 집의 지붕에 올라가서 책을 읽었고 초등학교에서도 화장실에 책을 갖고 갈 정도였다. 구제 중학교로 등교할 때 통학로에서도 걸으면서 독서를 계속했었기 때문에 니노미야 긴지로라는 별명이 붙여졌다.[22]
- 초등학생 시절의 별명은 ‘앗코’(あっこ)였다(이름이 ‘아키라’였기 때문에).[22]
- 대학 입학 초에는 수학을 전공하려고 생각하고 있었고 어린 시절에 좋아했던 과목도 산수였다. 여러 가지 답을 생각할 수 있는 국어 등과는 달리 답이 한 개로 확실한 점이 좋았다고 한다.[18]
- 세이분도신코샤에서 발행하는 잡지 《어린이의 과학》과의 인터뷰에서 친구와 야구를 하고 낚시도 하며 놀았던 보통의 아이였다고 말했다. 교과에서는 산수나 이과를 특히 좋아했지만 국어나 역사도 좋아했다고 한다.[23]
- 당초에 수학을 지망하고 있었던 스즈키가 유기합성의 길로 나아가게 된 계기는 ‘두 권의 책과의 만남이었다’고 자신이 이렇게 말하기도 했다. 하나는 홋카이도 대학 교양부의 교과서로서 쓰이고 있던 미국 하버드 대학교의 루이스 피셔, 메리 피터스 피셔 교수 부부가 저술한 《텍스트북 오브 오가닉 케미스트리》라는 아시아 학생용의 영어에 의한 유기화학을 설명한 염가본이고, 또 하나는 은사가 된 미국 퍼듀 대학교 브라운 교수의 《하이드로보레이션》이라는 영문으로 쓰여진 붕소화합물의 합성 반응에 관한 책이었다.[18]
- 대학 교관 시절에는 붙임성이 좋고 서글서글한 성격을 가질 정도로 주변의 사랑을 받았다. 또한 온화한 표정으로 적확한 조언을 한 적이 많았다고 한다. ‘내 와이프가, 와이프가’라고 자신의 아내를 자랑하는 애처가로서 가족을 생각하는 인품으로도 알려져 있다.[18]
- 애주가이며, 홋카이도 대학 시절에는 술에 잔뜩 취해서 학생이나 조수에게 업혀서 귀가한 적도 많았다고 한다.[18]

## 가족 관계
가족으로는 아내와 두 명의 딸이 있다. 아내와의 만남은 두 사람이 고등학교 3학년 때였으며 아내에 의하면 당시의 스즈키가 ‘몸이 가늘어서 꺾어질 것 같은 사람’이었다고 표현했다. 홋카이도 대학에 합격한 스즈키로부터의 편지에 의해 두 사람 간의 교제가 시작됐다. 대학에서의 직함을 얻기까지 아내는 보육사로서 가계를 꾸리고 미국 유학 시에는 함께 도미해서 찢어진 실험복을 미싱으로 박아 깁기도 했을 뿐만 아니라 타자기로 타이핑 치는 것을 돕는 등 연구 활동을 도왔다고 한다.
스즈키의 두 딸은 모두 수도권에 거주하고 있다. 자택에서는 그다지 학문의 이야기는 하지 않았다고 했는데 장녀에 의하면 “아버지는 밝고 호탕했고, 그리고 술을 무척 좋아하셨다. 집에서 자주 텔레비전으로 드리프터스를 봤다”고 한다.

## 수상 경력
- 1986년 : Weissberger-Williams Lectureship Award
- 1987년 : 대한화학회 공로상
- 1989년 : 일본 화학회상
- 1995년 : DowElanco Lectureship Award
- 2000년 : The H. C. Brown Lecture Award
- 2003년 : 유기합성화학협회 특별상
- 2004년 : 일본 학사원상(팔라듐 촉매를 활용하는 새로운 유기 합성 반응의 연구)[11]
- 2009년 : Paul Karrer Gold Medal
- 2010년 : 노벨 화학상(유기 합성에 있어서의 팔라듐 촉매 크로스 커플링)

### 상훈·영예
- 2009년 : 왕립화학회 특별 회원
- 2010년
  - 문화공로자
  - 문화훈장
  - 홋카이도 공로상 특별상
  - 무카와정 특별명예정민[9]
  - 무카와정 특별공로상[9]
  - 에베쓰시 특별영예상
- 2012년 : 왕립화학회 Honorary Fellowships[25]
- 2016년 : 국립 성공 대학 Honorary chair professorship[26]

## 주요 논문
- 스즈키 아키라, 이토 미쓰오미, "オルガノボランとα，β-不飽和カルボニル化合物との反応 : 飽和および不飽和カルボニル化合物の一般的合成法." 홋카이도 대학 공학부 연구보고 60권 (1971), hdl:2115/41050
- 스즈키 아키라, "有機ホウ素化合物を利用する有機合成 : 炭素-炭素結合生成反応（主としてtetracoordinate organoboraneを用いる反応）" 홋카이도 대학 공학부 연구보고 91권 p.43-51, hdl:2115/41535
- Norio Miyaura, Kinji Yamada, Akira Suzuki, "A new stereospecific cross-coupling by the palladium-catalyzed reaction of 1-alkenylboranes with 1-alkenyl or 1-alkynyl". Tetrahedron Letters. Volume 20, Issue 36, 1979, Pages 3437-3440, doi:10.1016/S0040-4039(01)95429-2
- Norio Miyaura, Akira Suzuki, "Stereoselective synthesis of arylated (E)-alkenes by the reaction of alk-1-enylboranes with aryl halides in the presence of palladium catalyst". Journal of the Chemical Society, Chemical Communications. Issue 19, 1979
- Norio Miyaura, Kinji Yamada, Hiroshi Suginome, and Akira Suzuki, "Novel and convenient method for the stereo- and regiospecific synthesis of conjugated alkadienes and alkenynes via the palladium-catalyzed cross-coupling reaction of 1-alkenylboranes with bromoalkenes and bromoalkynes". J. Am. Chem. Soc., 1985, 107 (4), pp 972–980, doi:10.1021/ja00290a037
- 스즈키 아키라, 미야우라 노리오, 《有機化学--遷移金属触媒を用いる有機金属化合物の付加およびカップリング反応 (1978年の化学-4-)》 화학 34(4), p322-325, 1979-04, NAID 40000388764
- 미야우라 노리오, 스즈키 아키라, 《パラジウム触媒を用いるアリールおよびビニル型ホウ素化合物と有機ハロゲン化物のクロスカップリング反応》 유기합성화학협회지 1988년 46권 9호 p.848-860, doi:10.5059/yukigoseikyokaishi.46.848
- 스즈키 아키라, 미야우라 노리오, 《遷移金属触媒下における有機ホウ素化合物の反応》 유기합성화학협회지 1993년 51권 11호 p.1043-1052, doi:10.5059/yukigoseikyokaishi.51.1043

## 같이 보기
- 네기시 에이이치
- 스즈키-미야우라 반응
- 허버트 C. 브라운